# Ghost - Fantasma
(Tagline del film)
Ghost - Fantasma (Ghost) è un film del 1990 diretto da Jerry Zucker ed interpretato da Patrick Swayze, Demi Moore e Whoopi Goldberg.
Ottenne un enorme successo di pubblico, vincendo tra l'altro 2 Oscar: uno per la miglior sceneggiatura originale (consegnato a Bruce Joel Rubin), l'altro per la miglior attrice non protagonista, andato a Whoopi Goldberg. Il film, considerato oggi un cult movie, contribuì anche a rilanciare Patrick Swayze, già protagonista di Dirty Dancing - Balli proibiti nel 1987. La pellicola ottenne una nomination all'Oscar anche per il miglior film, il miglior montaggio e la miglior colonna sonora, firmata da Maurice Jarre.

## Trama
New York. Sam Wheat è un impiegato di banca che conduce una vita felice insieme alla fidanzata Molly Jensen, artista promettente ma dal carattere fragile, con la quale si trasferisce in un loft per iniziare una convivenza. Un giorno, ispezionando alcuni conti correnti, Sam si accorge della presenza di elevate somme di denaro, probabilmente sporco: decide allora di bloccare il conto tramite password per approfondire in seguito la questione, mettendo al corrente della vicenda solo Carl Bruner, suo collega e migliore amico. Quella sera stessa, dopo aver visto insieme uno spettacolo in teatro, Sam e Molly vengono pedinati da un ladro. Sam viene alle mani col losco individuo, tentando di sventare la rapina, ma rimane ucciso da un colpo di pistola partito inavvertitamente durante la colluttazione. Mentre il rapinatore si dà alla fuga e Molly, disperata, chiama aiuto, Sam si ritrova incredulo al suo fianco in forma di fantasma; Dio richiama la sua anima per accedere in Paradiso, ma lui, incapace di abbandonare Molly, sceglie di rimanere sulla Terra per proteggerla e cercare di far luce sul suo omicidio.
L'ex bancario decide così di sfruttare la sua invisibilità per pedinare il suo assassino, sorprendendolo a infiltrarsi nell'appartamento di Molly. Sam lo mette in fuga spaventando il suo gatto, in quanto l'animale riesce a percepire la sua presenza. Scopre che il rapinatore è un immigrato di Porto Rico di nome Willy Lopez e che vive in un piccolo appartamento degradato di Prospect Place, a Brooklyn. Sam è ovviamente incapace di comunicare con i vivi, ma in seguito incontra sul suo cammino la strampalata truffatrice Oda Mae Brown, una sensitiva inizialmente ignara dei suoi stessi poteri. Proprio grazie a lui, Oda Mae diviene cosciente della sua abilità, e sollecitata da Sam, va a incontrare Molly. Oda Mae le riferisce di esser in grado di comunicare col fantasma di Sam, ma Molly inizialmente si mostra scettica, non sapendo se credere o meno che Sam stia davvero comunicando con lei. Più tardi, la donna cerca conforto in Carl, il quale mette in guardia Molly sulla possibilità che Oda Mae non sia altro che un'abile truffatrice che la stia usando per incastrare qualcun altro. Quando però Molly fa il nome e l'indirizzo di Willy Lopez, Carl si agita inspiegabilmente, ma vedendo in lei il desiderio di far luce sull’omicidio del suo amato, le promette di controllare l'indirizzo che Oda Mae le ha comunicato. Sam decide di seguirlo e scopre con amarissima sorpresa che l'amico non solo conosce Willy, ma è anche il mandante della rapina. Si scopre quindi che Carl è in realtà un uomo avido, crudele e senza scrupoli, che ricicla denaro sporco in banca e ha assoluta necessità di accedere al conto bancario in precedenza visionato e bloccato da Sam. Su di esso ci sono infatti 4 milioni di dollari da consegnare ad alcuni trafficanti di droga; Willy avrebbe dovuto quindi rubare a Sam l'agendina con le varie password, per poi consegnarla a Carl. L'omicidio di Sam è stato quindi un errore, di cui lo stesso Carl in qualche modo prova rammarico, sebbene ciò non gli impedisca comunque di accordarsi con l'assassino di Sam a spartire con lui parte del bottino, così da avere le chiavi da lui rubate dell'appartamento di Sam e Molly e rubare lui la password. Sbloccato il conto, Carl telefona immediatamente a Eddy, il braccio destro del signor Balistrari, boss locale, che gli indica di trasferire il conto corrente alla First Inland Bank e d'intestarlo a Rita Miller, un personaggio fittizio. Nel frattempo Molly si reca alla polizia, dove scopre che Oda Mae è già stata schedata in passato più volte per truffa e falsificazione di documenti; ciò la porta quindi a ritenere che Carl avesse ragione su di lei. Inoltre, alla polizia non risulta esserci nessun Willy Lopez tra gli schedati. Più tardi, quella stessa sera, Carl, convinto di poter sostituire Sam negli affetti di Molly, la corteggia e, dopo aver versato apposta del caffè sulla sua camicia, si spoglia e cerca di fare l'amore con lei. Sam cerca di aggredire furiosamente Carl, ma fa cadere una sua vecchia foto con la ragazza. Stupito dalla vicenda, si reca allora nella metropolitana di New York, dove soggiorna un infelice e anziano fantasma che aveva già incontrato in precedenza, e che aveva suscitato il suo interesse per la sua capacità di spostare gli oggetti. Con molta insistenza, Sam lo convince a insegnargli come fare, per potersi manifestare agli occhi di Molly. Il fantasma gli fa capire che il suo problema è di essere ancora convinto d'esistere e che, per spostare gli oggetti, non può più contare sul suo corpo: ora tutto dipende dalla mente. Sam apprende immediatamente la tecnica, basata sul convogliare le emozioni forti e dirigerle senza fretta sull'oggetto da spostare (il che spiega perché era riuscito senza volerlo a far cadere la fotografia) e si reca quindi da Oda Mae per sventare il piano di Carl e Willy.
Sopravvissuta con l'aiuto di Sam al suo tentato omicidio da parte del giovane portoricano, il giorno dopo la sensitiva si presenta alla banca dove lavorava Sam assumendo la falsa identità di Rita Miller, il personaggio inesistente a cui Carl avrebbe dovuto intestare i 4 milioni di dollari. Sam guida appositamente Oda Mae da Lyle Ferguson, un suo pigro ex collega bancario, dal quale la donna riesce facilmente a prelevare i soldi sotto forma di assegno circolare, poi consegnato in beneficenza. Il piano però non va del tutto liscio, poiché Molly, recatasi anch'ella in banca e messa al corrente da Lyle sull'identità della sensitiva e sulla chiusura dell'elevato conto, riferisce inconsapevolmente a Carl che il vero nome della donna non è Oda Mae Brown, ma Rita Miller. Fuori di sé dalla rabbia e percosso da Sam, Carl ha ormai capito che Sam è diventato un fantasma e che ha aiutato Oda Mae a prelevare i soldi, e così minaccia di ammazzare Molly se Sam non convince la sensitiva a dargli l'assegno entro le 23:00. In seguito, aiutato da Willy, Carl dà la caccia a Oda Mae a casa sua, ma Sam la avvisa in tempo dell'irruzione dei due malviventi, e messala in salvo affronta i due, facendo volare oggetti e percuotendo Willy. Quest'ultimo scappa spaventato in strada, dove muore schiacciato tra un'auto e un camion. La sua anima, uscita dal corpo a seguito della collisione, viene assalita da ombre oscure che lo trascinano all'Inferno per i suoi peccati.
Sam torna a casa di Molly insieme a Oda Mae. La ragazza continua a non credere alle parole della sensitiva, così quest'ultima non solo l'avverte del pericolo che sta correndo, ma le spiega molto chiaramente il motivo per cui Sam è morto, ovvero che è stato assassinato per il fatto di aver scoperto, senza rendersene conto, le operazioni bancarie illecite di Carl. Solo l'intervento dell'amato convince Molly a far entrare Oda Mae in casa. Dopo esser entrato nel corpo di Oda Mae, Sam convince Molly della sua esistenza. Improvvisamente sopraggiunge Carl, intenzionato a vendicarsi e riuscito a entrare prende in ostaggio Molly. Poiché ha capito che Sam è lì nei dintorni, minaccia di uccidere la ragazza e ordina a Sam di dargli i soldi se vuole che lasci andare Molly, ma Sam ne ha abbastanza e disarma e malmena Carl. Nel tentativo di evitare le percosse di Sam, Carl cerca di scappare da una finestra e scaglia addosso al fantasma una carrucola, nel tentativo di scacciare il fantasma dell'amico, ma avendo sbagliato mira la carrucola rompe i vetri, e le schegge lo trafiggono mortalmente. Diventato anch'egli fantasma, Carl ha appena il tempo di vedere con iniziale sollievo Sam, per poi rendersi conto con orrore di essere morto. Verrà quindi trascinato all'Inferno dalle ombre oscure per i suoi peccati, così come era successo al suo complice Willy.
Per Sam è arrivato finalmente il momento di andare in Paradiso. Ma prima Dio gli concede di esser visibile agli occhi di Molly e Oda Mae. Sam ringrazia del prezioso aiuto la sensitiva e pronuncia finalmente a Molly quel tanto sospirato «Ti amo» che in vita non era mai riuscito a pronunciarle; poi saluta per sempre le due donne avviandosi verso il Paradiso.

## Produzione
Le riprese si sono svolte dal 24 luglio al 5 dicembre 1989.
Whoopi Goldberg, nel ruolo della sensitiva Oda Mae Brown, venne suggerita ai produttori da Patrick Swayze stesso, suo grande ammiratore; l’attrice venne inizialmente scartata, per poi essere scritturata. Infatti la produzione cambiò idea quando Swayze dichiarò che se non avessero concesso la parte alla Goldberg, lui si sarebbe deliberatamente rifiutato di girare il film, nonostante fosse già stato ufficialmente confermato come protagonista.

### Riprese
Essendo un film ambientato a New York, buona parte delle scene vennero per l'appunto girate nella città medesima; come altra location venne sfruttata Los Angeles, in particolare per le scene della banca.
Il famoso taglio androgino di Demi Moore è del parrucchiere John Sahag.

## Colonna sonora
La colonna sonora venne curata da Maurice Jarre. Il tema principale del film è Unchained Melody, un brano composto da Alex North e Hy Zaret nel 1955, e poi portato al successo dai The Righteous Brothers nel 1965. Grazie al film, il brano tornò a essere una hit nelle classifiche di molti paesi. La colonna sonora di Jarre ottenne una nomination per l'Oscar alla migliore colonna sonora, ma perse in favore di quella realizzata da John Barry per il film Balla coi lupi.

## Distribuzione
Il film è uscito negli Stati Uniti d'America il 13 luglio 1990, mentre in Italia il 16 novembre dello stesso anno ed è stato distribuito dalla United International Pictures.

## Accoglienza

### Critica
Ghost ha un indice di gradimento del 75% su Rotten Tomatoes sulla base delle recensioni di 79 critici, con una valutazione media di 6.9/10. Il consenso afferma che il film "offre agli spettatori una struggente storia d'amore mescolando elementi di commedia, horror e mistero, il tutto sommandosi a uno dei successi più duraturi della sua epoca." Su Metacritic ha un 52/100 come punteggio medio basato su 17 recensioni, che indicano recensioni contrastanti o medie. Il pubblico intervistato da CinemaScore ha assegnato al film un voto medio di "A" su una scala da A + a F.
Whoopi Goldberg ha ricevuto notevoli elogi per la sua performance. In una recensione per il New York Times, Janet Maslin commenta: "La signora Goldberg interpreta fino in fondo lo stupore, l'irritazione e il grande dono del personaggio per i discorsi. Questa è una di quelle rare occasioni in cui la signora Goldberg ha trovato un ruolo che le si addice davvero, e lei ne approfitta". Persino alcuni scrittori, che hanno recensito Ghost negativamente, hanno comunque elogiato il lavoro di Goldberg.

### Incassi
Il film fu un inaspettato ed enorme successo al botteghino, incassando circa $ 506 milioni in tutto il mondo, a fronte di un budget di produzione di $ 22 milioni. È stato il film di maggiore incasso globale del 1990. All'epoca era anche il film con il maggior incasso di tutti i tempi nel Regno Unito, con 23,3 milioni di sterline, e in Indonesia, con 3,6 milioni di dollari.

### AFI 100 Years
La pellicola è presente in due liste redatte dall'American Film Institute: nella lista dei 100 migliori film sentimentali di tutti i tempi, il film occupa la 19ª posizione; la canzone Unchained Melody, composta dai Righteous Brothers, venne inserita al 27º posto nella classifica delle 100 migliori canzoni di tutti i tempi. 

## Riconoscimenti
- 1991 - Premio Oscar
  - Miglior attrice non protagonista a Whoopi Goldberg
  - Migliore sceneggiatura originale a Bruce Joel Rubin
  - Candidatura Miglior film a Lisa Weinstein
  - Candidatura Miglior montaggio a Walter Murch
  - Candidatura Miglior colonna sonora a Maurice Jarre
- 1991 - Golden Globe
  - Miglior attrice non protagonista a Whoopi Goldberg
  - Candidatura Miglior film commedia o musicale
  - Candidatura Miglior attore in un film commedia o musicale a Patrick Swayze
  - Candidatura Miglior attrice in un film commedia o musicale a Demi Moore

- 1991 - Premio BAFTA
  - Miglior attrice non protagonista a Whoopi Goldberg
  - Candidatura Migliore sceneggiatura originale a Bruce Joel Rubin
  - Candidatura Miglior trucco a Ben Nye Jr.
  - Candidatura Migliori effetti speciali
- 1991 - Kansas City Film Critics Circle Award
  - Miglior attrice non protagonista a Whoopi Goldberg
- 1991 - Saturn Award
  - Miglior film fantasy
  - Miglior attrice protagonista a Demi Moore
  - Miglior attrice non protagonista a Whoopi Goldberg
  - Candidatura Miglior regia a Jerry Zucker
  - Candidatura Miglior attore protagonista a Patrick Swayze
  - Candidatura Miglior attore non protagonista a Tony Goldwyn
  - Candidatura Miglior sceneggiatura a Bruce Joel Rubin
  - Candidatura Miglior colonna sonora a Maurice Jarre
  - Candidatura Migliori effetti speciali a Bruce Nicholson, John T. Van Vliet, Richard Edlund e Laura Buff
- 1991 - Awards of the Japanese Academy
  - Candidatura Miglior film straniero
- 1991 - Premio Hugo
  - Candidatura Miglior rappresentazione drammatica a Jerry Zucker e Bruce Joel Rubin
- 1991 - Eddie Award
  - Candidatura Miglior montaggio a Walter Murch
- 1991 - American Society of Cinematographers
  - Candidatura Miglior fotografia a Adam Greenberg
- 1991 - ASCAP Award
  - Top Box Office Films a Maurice Jarre
- 1991 - Dallas-Fort Worth Film Critics Association Awards
  - Miglior attrice non protagonista a Whoopi Goldberg
- 1992 - NAACP Image Award
  - Miglior attrice non protagonista a Whoopi Goldberg
- 1991 - Mainichi Film Concours
  - Miglior film straniero a Jerry Zucker
- 1991 - People's Choice Awards
  - Miglior film drammatico
- 1991 - TV Land Award
  - Candidatura Miglior personaggio dell'altro essere a Whoopi Goldberg
- 1991 - WGA Award
  - Candidatura Miglior sceneggiatura originale a Bruce Joel Rubin
- 1991 - Young Artist Awards
  - Miglior film commedia o horror per la famiglia

## Musical
Nell'autunno 2013 è stata prodotta la versione italiana teatrale di Ghost il Musical, già messo in scena a Londra nella stagione teatrale 2011-2012. Basato sull'omonimo film, il musical è scritto dallo stesso sceneggiatore Bruce Joel Rubin, con la collaborazione di Dave Stewart e Glen Ballard per le liriche e le musiche.